# The Battle of Gettysburg
The Battle of Gettysburg é um documentário americano de 1955 sobre a Batalha de Gettysburg durante a Guerra Civil Americana. O filme foi indicado a dois Oscar.
O documentário foi filmado em Cinemascope e Eastmancolor inteiramente no local do Parque Militar Nacional de Gettysburg, no centro-sul da Pensilvânia. Leslie Nielsen fornece narração, enquanto as músicas da era da Guerra Civil são tocadas em segundo plano com os efeitos sonoros da batalha. No final do filme, Nielsen lê o discurso de Gettysburg. 
Nenhum ator aparece na tela. Schary fotografou estátuas memoriais e baixos-relevos já presentes no campo de batalha de vários ângulos e distâncias, e justapôs as imagens para sugerir que as imagens estáticas eram personagens reais, participando de uma dramática encenação da batalha. Em algumas cenas, a turbulência criada por um helicóptero fora da tela é usada para pressionar grama alta, sugerindo a passagem de soldados invisíveis. 
Em 1956, o filme foi indicado ao Oscar de Melhor Documentário de Curta Metragem (Dore Schary) e Melhor Curta Metragem em Dois Rolos (também para Dore Schary).     